# EH Возничего
EH Возничего (лат. EH Aurigae) — одиночная переменная звезда в созвездии Возничего на расстоянии (вычисленном из значения параллакса) приблизительно 4699 световых лет (около 1441 парсека) от Солнца. Видимая звёздная величина звезды — от +15m до +14m.

## Характеристики
EH Возничего — красная пульсирующая медленная неправильная переменная звезда (LB) спектрального класса M6. Эффективная температура — около 3287 К.